# Orfelia bicelli
Orfelia bicelli är en tvåvingeart som beskrevs av Lane 1961. Orfelia bicelli ingår i släktet Orfelia och familjen platthornsmyggor. Inga underarter finns listade i Catalogue of Life.